# August Wilhelm von Hofmann

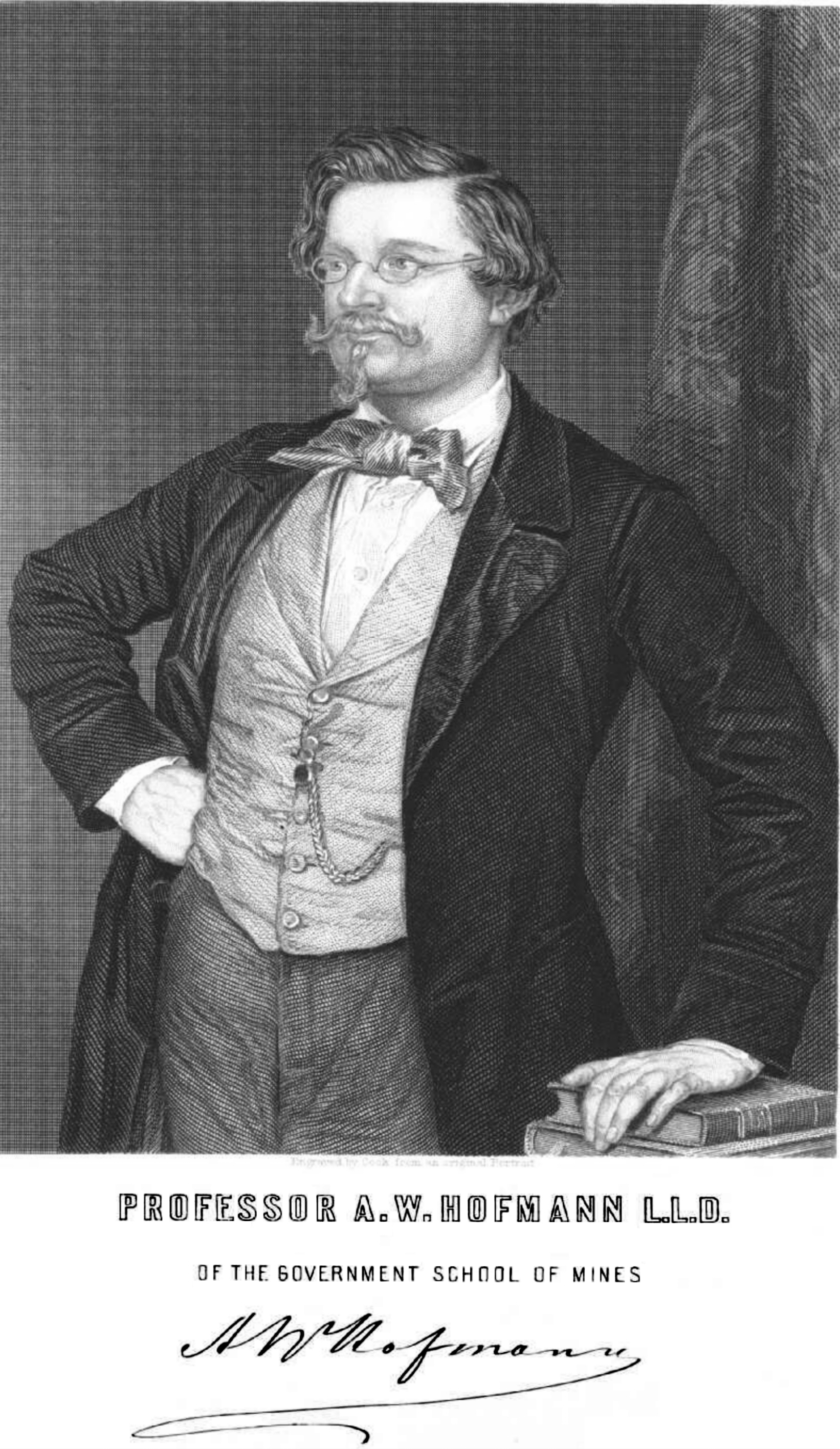
August Wilhelm von Hofmann

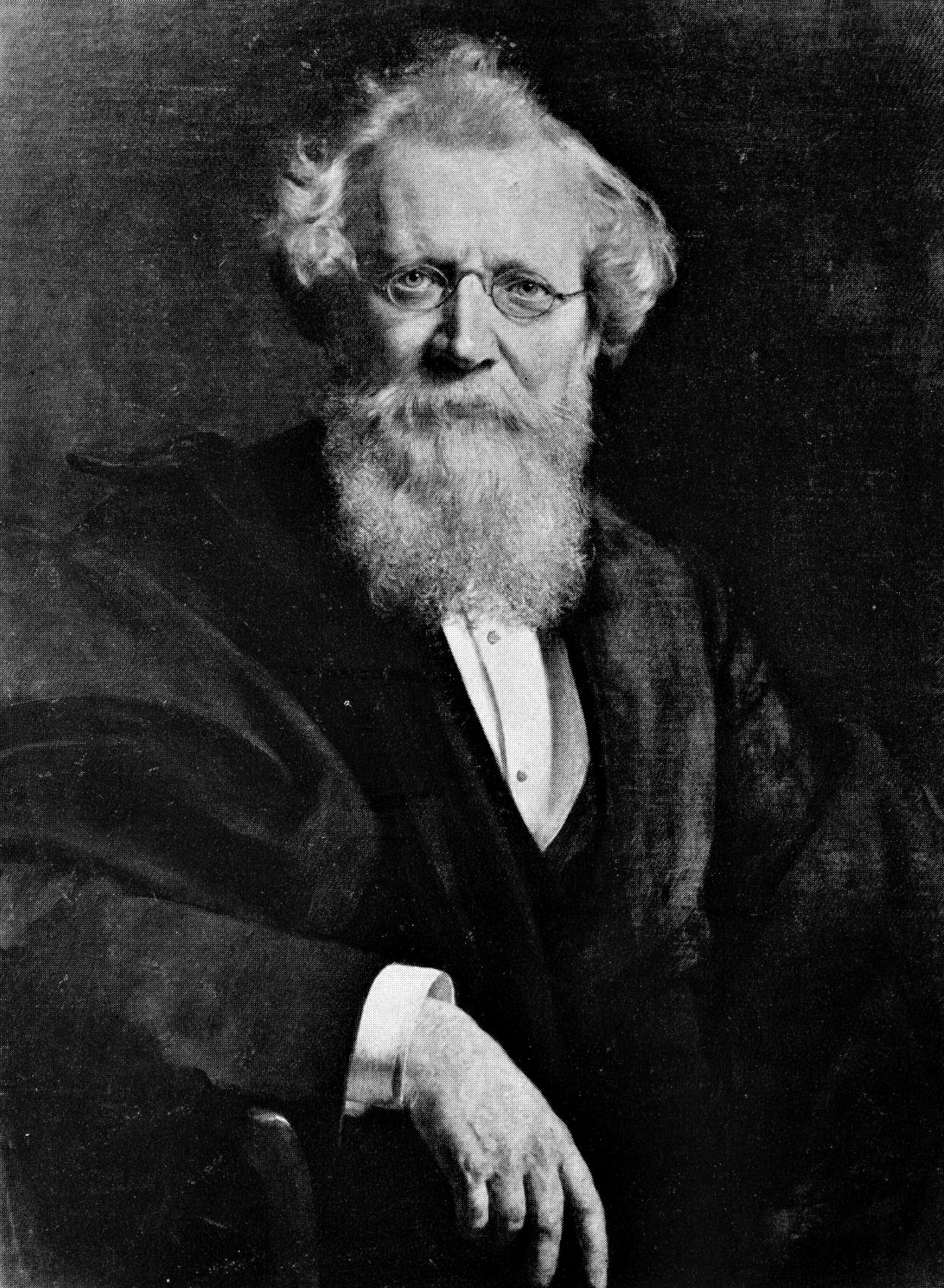
Foto nach dem Gemälde von Heinrich von Angeli

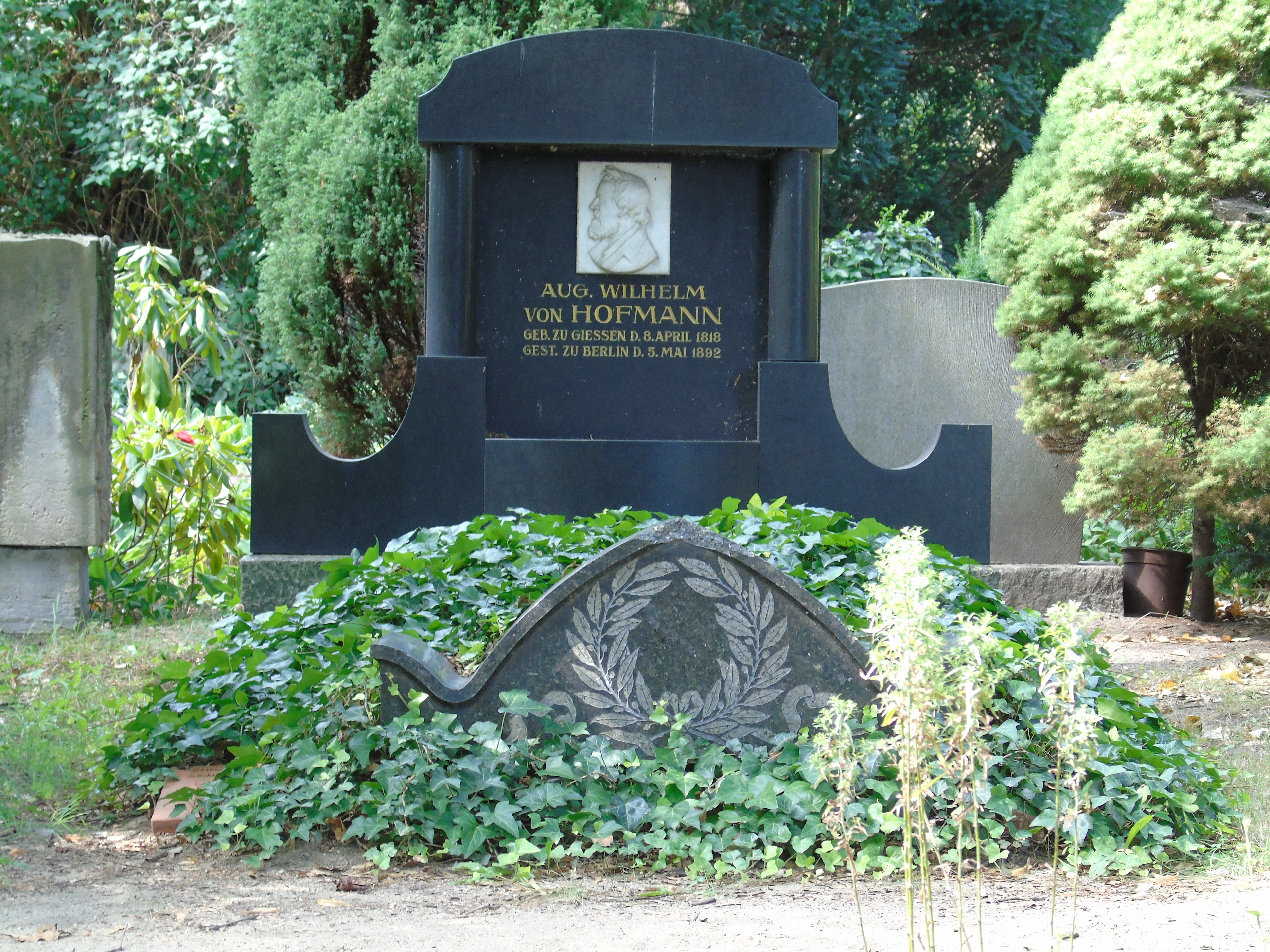
Grab auf dem Dorotheenstädtischen Friedhof

August Wilhelm Hofmann, ab 1888 von Hofmann (* 8. April 1818 in Gießen; † 5. Mai 1892 in Berlin), war ein deutscher Chemiker und entscheidender Wegbereiter für die Erforschung der Anilinfarbstoffe in England und Deutschland. Er entwickelte eine Vielzahl wichtiger Umwandlungsmethoden in der organischen Chemie und gründete die Deutsche Chemische Gesellschaft.

## Leben und Wirken
Hofmanns Vater war Architekt und hatte das Laborgebäude für Justus von Liebig errichtet.
August Wilhelm Hofmann studierte zunächst in Gießen Rechtswissenschaften, änderte aber seinen Studienwunsch, als er ab 1836 Chemievorlesungen von Justus von Liebig besuchte. Hofmann wurde Liebigs Assistent und promovierte 1841 bei ihm mit einer Arbeit über die Chemische Untersuchung der organischen Basen im Steinkohlenteer. Die ersten Studien Hofmanns befassten sich mit der Reinigung und Elementaranalyse des aus Steinkohlenteer erhaltenen Anilins (Kyanol) und Chinolins (Leukol). Nach seiner Habilitation 1845 in Gießen ging er kurzzeitig als Privatdozent für Chemie an die Universität Bonn.
Auf Empfehlung Liebigs und auf Wunsch des englischen Prinzgemahls Albert übernahm er jedoch noch im gleichen Jahr eine Professur am Chemischen Institut der Royal School of Mines in London. Diese Professur in London füllte zwanzig Jahre seines Lebens, wobei er viele später sehr bedeutende Schüler im Bereich der Teerfarben und anderen Stoffsynthesen (William Henry Perkin, William Crookes, Carl Alexander von Martius, Johann Peter Grieß, Charles Blachford Mansfield, Sir Frederick Abel, Edward Chambers Nicholson (1827–1890)) hatte.
Er und seine Schüler hatten wesentlichen Anteil an der Entwicklung und wirtschaftlichen Verwertung der Teerfarbstoffchemie für Textilfärbung. Teer war vorher nur ein wertloses Abfallprodukt der Koksgewinnung aus Steinkohle, wurde dann aber zum wichtigsten Ausgangsmaterial für die industrielle Organische Chemie.
Er wurde mit der Errichtung des Royal College of Chemistry in London beauftragt, dessen Leitung ihm nach Fertigstellung übertragen wurde und an dem er zahlreiche englische und deutsche Chemiker ausbildete. Auch die königliche Familie besuchte Hofmanns Vorträge und ließ sich von ihm Experimente vorführen. Insbesondere die naturwissenschaftlich interessierte Prinzessin Viktoria, später als Gemahlin Friedrichs III. Königin von Preußen und Deutsche Kaiserin, blieb Hofmann freundschaftlich verbunden und sorgte dafür, dass er später geadelt wurde.  Hofmann war maßgeblich an den Vorbereitungen der Weltausstellung 1851 und der Weltausstellung 1862 in London beteiligt.
Seit 1845 war Hofmann Mitglied der ersten chemischen Gesellschaft, der 1841 gegründeten Chemical Society in London, von 1847 bis 1861 war er Foreign Secretary, 1861 bis 1863 deren President (Vorstand) und zuletzt 1863 Vice President. Er beherrschte vier Sprachen und er redigierte 1851–1864 das englische Journal of the Chemical Society. Einige eigene Forschungsergebnisse publizierte er zusätzlich in den deutschen Liebig’s Annalen der Chemie und Pharmacie.
Nach dem frühen Tod des englischen Prinzgemahls Albert von Sachsen-Coburg und Gotha erhielt er 1863 einen Ruf nach Bonn und man ließ in der Nähe des Poppelsdorfer Schlosses nach seinen Plänen ein modernes chemisches Institut errichten. Noch heute steht die ALTE CHEMIE unversehrt an ihrem Platz. Letztlich lehnte Hofmann den Ruf an die Universität Bonn ab und nahm stattdessen 1864 den Ruf an die immens umgebaute Friedrich-Wilhelms-Universität Berlin an. Ab Mai 1865 hielt er im I. Chemischen Institut in der Georgenstraße 34–36 Vorlesungen in anorganischer und organischer Chemie. Er veranschaulichte die Chemie durch zeitgemäße Versuche, entwickelte den Hofmann-Zersetzungsapparat und schrieb ein Lehrbuch für Chemie. Er blieb bis zu seinem Tod 1892 in Berlin.
Hofmann gründete im Jahr 1867 zusammen mit Adolf Baeyer, C. A. Martius, C. Scheibler, E. Schering und H. Wichelhaus nach dem Vorbild der britischen Chemical Society die Deutsche Chemische Gesellschaft zu Berlin. Hofmann wurde als Gründungsmitglied zweijährlich zum Vorstand (Präsident) gewählt.
Die Berichte der Chemischen Gesellschaft wurden an Mitglieder und gegen Gebühr an Universitäten gesandt; Hofmann verfasste einen Großteil der Artikel selbst. Im Jahr 1873 wurde Hofmann zum Mitglied der Leopoldina gewählt. Seit 1853 war er Mitglied der Preußischen Akademie der Wissenschaften, seit 1855 der Bayerischen Akademie der Wissenschaften und seit 1860 der Göttinger Akademie der Wissenschaften.
Zwischen 1870 und 1900 kam es zu Kontroversen über die Chemikerausbildung im Deutschen Reich. Die Zahl der Studenten nahm zu. Es entstanden viele praxisorientierte Technische Hochschulen. Über das Promotionsrecht für Technische Hochschulen musste entschieden werden. Die Eingangsvoraussetzungen für das Studium waren unterschiedlich (Gymnasium, Realschule). Industrievertreter wünschten sich eine Staatsprüfung, mehr praxisnahe Forschungsarbeiten, Hochschullehrer wollten die freie Forschung und die hochschulinterne Prüfung erhalten.
Hofmann vermittelte zwischen den verschiedenen Interessen, da auch Berliner Industrievertreter wie Martius, Hugo Kuenheim, Ernst Schering zu den Mitgliedern zählten.
Im Jahr 1886 wurde Hofmann Vorsitzender und erster Präsident der Gesellschaft deutscher Naturforscher und Ärzte.
Zu seinem 70. Geburtstag (1888) wurde er in den preußischen Adelsstand erhoben. Von der Deutschen Chemischen Gesellschaft wurde ihm zu Ehren die Hofmann Stiftung ins Leben gerufen.
Am 5. Mai 1892 hatte von Hofmann noch eine Vorlesung gehalten, eine Fakultätssitzung geleitet und zwei Abschlussexamina von Doktoranden durchgeführt.
Abends um 9 Uhr verließ er in heiterer Stimmung die Universität. Nach dem Abendessen stellte sich Unwohlsein ein, die herbeigerufenen Ärzte konnten ihm nicht mehr helfen, von Hofmann verstarb.
Sein Grab befindet sich auf dem Dorotheenstädtischen Friedhof.
Als Nachfolger wurde noch 1892 Emil Fischer von Würzburg nach Berlin berufen. Wie in Würzburg auch konzipierte er in Berlin einen Institutsneubau mit eigener Dienstvilla. Dieser Neubau wurde ab 1900 in der Hessischen Straße 1/2 bezogen.

## Familie
In Darmstadt heiratete er am 12. August 1846 Helene Moldenhauer (* 12. August 1823; † 6. Februar 1852), die Tochter des Fabrikanten und Chemikers in Bingen Louis Moldenhauer und der Louise Strecker. Das Paar hatte einen Sohn:
- James Lewis Gustavus William Berlin (* 23. März 1849; † 17. Dezember 1871 in London)

Danach heiratete er am 13. Dezember 1856 in Wandsworth Rosamond Margaret Jane Wilson (* 11. Februar 1838; † 30. Januar 1860). Das Paar hatte einen Sohn und eine Tochter:
- Helen Margaret Lydia London (* 6. November 1857; † 8. Februar 1860)
- Charles Frederic William London (* 6. Dezember 1858)

Nach ihrem Tod heiratete er am 12. März 1866 in Aschaffenburg Elise Barbetta Moldenhauer (* 31. Dezember 1845; † 17. Oktober 1871), die Tochter des Fabrikanten und Chemikers aus Bingen Georg Moldenhauer und der Helene Charlotte Strecker. Der Ehe entstammen drei Söhne:
- Albert (* 30. September 1867; † 11. März 1940), Historiker ⚭ Paula Meidinger (* 22. März 1873)
- Hermann (1868–1943), preußischer Generalmajor ⚭ Auguste Pauline Klara Margot von Sperling (* 4. April 1884)
- Viktor (* 21. Dezember 1870; † 23. Februar 1897 in Kairo)

Seine letzte Frau wurde am 11. August 1873 in Blankenburg Auguste Wilhelmine Berta Tiemann (* 13. Februar 1854; † 8. November 1922), die Schwester seines Assistenten Ferdinand Tiemann (1848–1899). Der Ehe entstammen zwei Söhne und drei Töchter, darunter:
- Lydia Johanna (* 18. Juni 1874)⚭ Luigi Zuccari (1847–1925), italienischer Generalleutnant
- Helene (* 19. November 1875) ⚭ Adolf von Graffen (1851–1937), preußischer Generalleutnant
- Walter Alfons Klaudius  (* 8. Juni 1877), Dr. phil.
- Artur Marius Hermann Friedrich (* 8. Juni 1879)
- Irmgard Anna Nanni Henriette (* 9. Oktober 1884) ⚭ 1904 Alexander von Gagern (* 5. September 1873)[11]

## Wissenschaftliches Werk
Die frühen Chemiker hatten zur Stoffanalyse und Reindarstellung nur die Elementaranalyse, Schmelzpunkt, Siedepunkt und Brechungsindex zur Verfügung. Es gab damals noch keine Kenntnisse über Strukturformeln, Gesetze von Valenzen, Kenntnisse von funktionellen Gruppen, Reaktivitäten oder Bindungsfähigkeiten. Diese mussten erst erdacht werden. Von Hofmann hatte viele englische und deutsche Mitarbeiter, die ihn bei den Forschungen unterstützten. Von Hofmann gilt als überragender Wegbereiter der organischen Chemie.
In seinen ersten Arbeiten im Jahr 1843 befasste sich Hofmann mit Basen des Steinkohlenteers. Er stellt dabei die Identität des aus der Anthranilsäure gefundenen Anilins mit dem Stoff Kyanol des Steinkohlenteers fest. Durch Zugabe von chemischen Reagenzien (hypochlorigen Salzen) zum Anilin fand Hofmann stark gefärbte Lösungen und stark gefärbte Kristalle. Mit Chlor-, Brom- und Iodwasserstoffsäure substituierte er die Wasserstoffatome und konnte so die Radikaltheorie von Jean Baptiste Dumas und Auguste Laurent bestätigen. Das Leukol war von der Elementaranalyse und den Eigenschaften her identisch mit dem Chinolin, das von Charles Frédéric Gerhardt aus dem Chinin gewonnen worden war. Hofmann entwickelte, aufbauend auf Benzol, das reichlich im Steinkohlenteer vorhanden war, eine Synthese von Anilin.
Hofmann beschrieb erstmals den genauen Verlauf der Gewinnung des Benzols aus Steinkohlenteer und übertrug die Gewinnung von Benzol Mansfield.
Zusammen mit Muspratt entdeckte er das Toluidin, mit J. Blyth untersuchte er das Styrol und mit dem von ihnen verbesserten Nitrierungs-Verfahren (eine Mischung aus konzentrierter Schwefelsäure und Salpetersäure, heute gebräuchlichste Nitrierungs-Methode) gelang es das 1,3-Dinitrobenzol herzustellen.
Hofmann untersuchte die Umsetzung von Chlorcyan mit Anilin und erhielt bei Umsetzung mit organischen Basen Harnstoffderivate des Anilins bzw. das Diphenylguanidin.
Zum tieferen Verständnis untersuchte Hofmann die Aminogruppe des Anilins. Nach Jöns Jakob Berzelius und der bisherigen Theorie seiner Zeit konnte sowohl beim Anilin wie beim Ammoniak nur ein Wasserstoffatom durch eine organische Gruppe (Radikal) ersetzt werden.
Nach erfolglosen Versuchen der Umsetzung von Phenol mit Anilin erprobte Hofmann die Umsetzung von Anilin mit Ethyliodid.
Er fand Ethylanilin und Diethylanilin und untersuchte bald darauf die Umsetzung von Ethyliodid mit Ammoniak. In diesem Falle konnten sogar drei Produkte erhalten werden: Monoethylamin, Diethylamin und Triethylamin.
Hofmann konnte nun zeigen, dass neben Kohlenstoff und Sauerstoff auch das Stickstoffatom durch Radikale (organische Gruppen oder Halogene) substituiert werden konnte. Damit stützte er die Substitutionstheorie von Jean Baptiste Dumas.
Kurze Zeit später entdeckte Hofmann die merkwürdige Tatsache, dass auch bei völligem Wasserausschluss ein Salz bei der Umsetzung von Anilin mit Ethyliodid entstand. Nach der Elementaranalyse bestätigte sich das Ergebnis, dass es sich bei dieser Verbindung um ein organisches Salz, das Tetraethylammoniumiodid, handelte. Es wurden nun verschiedene Tetralkylammoniumverbindungen dargestellt und erhitzt. Dabei zeigte sich, dass sich aus Tetraethylammoniumiodid Ethen als Gas abspaltete und das Triethylamin zurückgewonnen werden konnte. Auch bei anderen Salzen traten Alkenabspaltungen bei Erwärmungen auf. Diese Reaktion wird, um den Entdecker zu ehren, Hofmann-Eliminierung genannt. Nur beim Tetramethylammoniumsalz trat keine Gasbildung nach Erwärmung auf, es bildeten sich jedoch Methanol und das Trimethylamin.
Später entdeckte Hofmann eine weitere wichtige Reaktion bezüglich primären Carbonsäureamiden (Hofmann-Abbau, Hofmann-Umlagerung).
Setzte man die Amide einer Lösung aus Brom und Natronlauge aus, so wurde ein Wasserstoff der Amidgruppe durch ein Bromatom ersetzt. Bromwasserstoff wurde abgespalten und es bildete sich ein Isocyanat. Diese Verbindung wird unter basischen Bedingungen zu einer Carbaminsäure und dann zum primären Amin umgewandelt. Bei dieser Reaktion geht das Amid-Kohlenstoffatom als Kohlendioxid verloren. Es lässt sich sukzessiv ein Kohlenstoffatom in einer linearen Kette entfernen. Hofmann konnte mit dieser Methode die Nonansäure bis zum Amid der Valeriansäure abbauen.
Weitere wichtige Arbeitsfelder waren: Herstellung von Sulfonsäuren (z. B. Methandisulfonsäure, Benzoldisulfonsäure), Allylalkohol und Derivate.
Mit A. Cahours entwickelte er verbesserte Synthesen von Trimethylphosphin, Triethylphosphin aus Phosphortrichlorid und den Zinkalkylen, sie fanden auch quartäre Tetraalkylphosphonium-Verbindungen und Trialkylphoshinoxide.
Später wendete er sich dem Schierlingsinhaltsstoff Coniin zu, fand eine Eliminierungsreaktion des alkylierten Piperidins (Hofmann-Eliminierung).
Er entdeckte das Hydrazobenzol und die merkwürdige innere Umlagerung in Benzidin und konnte das Formaldehyd 1867 aus der Oxidation von Methanol mit Platinoxid nachweisen bzw. darstellen.
Auch neue Farbstoffe fand Hofmann; aus Tetrachlorkohlenstoff und Anilin bildete sich bei Erwärmung ein Triarylmethan-Farbstoff (para-Rosanilin). Hofmann erkannte, dass Fuchsin und Rosanilin Derivate des Triphenylmethans sind und Tetrachlorkohlenstoff als verknüpfender Stoff bei der Reaktion mitwirkt.
Aus der Behandlung des Rosanilins mit Triethyliodid bildete sich ein kräftiger Farbstoff, das Triethylrosanilin (Hofmanns Violett, für viele Jahre ein wichtiger violetter Farbstoff).
Später klärte Hofmann auch die Struktur von Anilingelb sowie der Chinolinfarbstoffe Chinolinrot, Chinolingelb, Cyanblau auf.
Nach von Hofmann sind der Hofmann-Zersetzungsapparat und die Hofmann-Umlagerung von Carbonsäureamiden benannt, sowie die Hofmann-Regel für intramolekulare Eliminierungen (=Hofmann-Eliminierung) mit sterisch anspruchsvollen Basen.

## Ehrungen

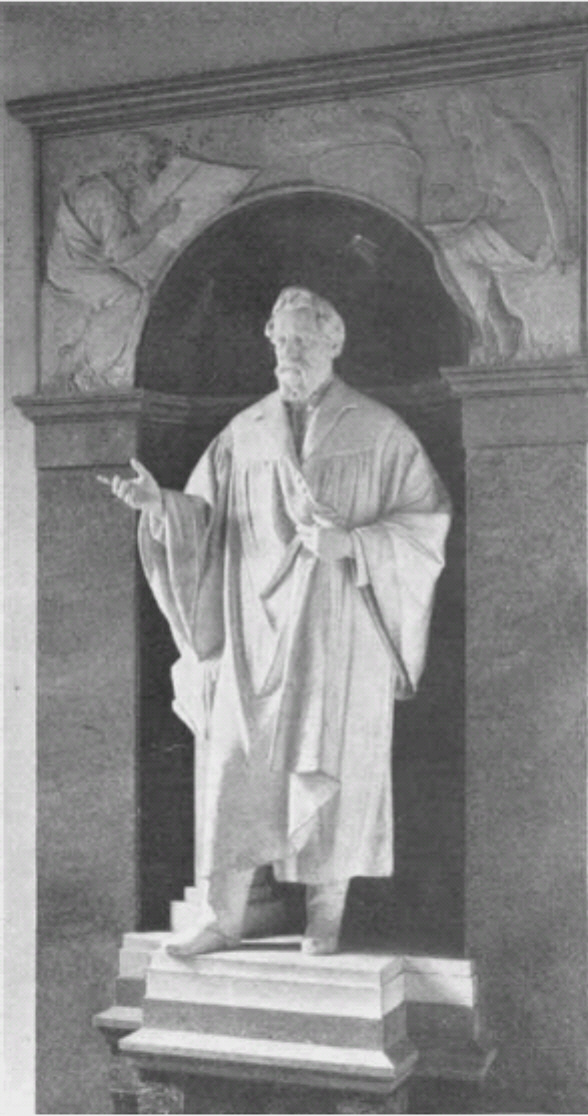
Denkmal im Hofmann-Haus, im Jahr 1900, 1944 zerstört

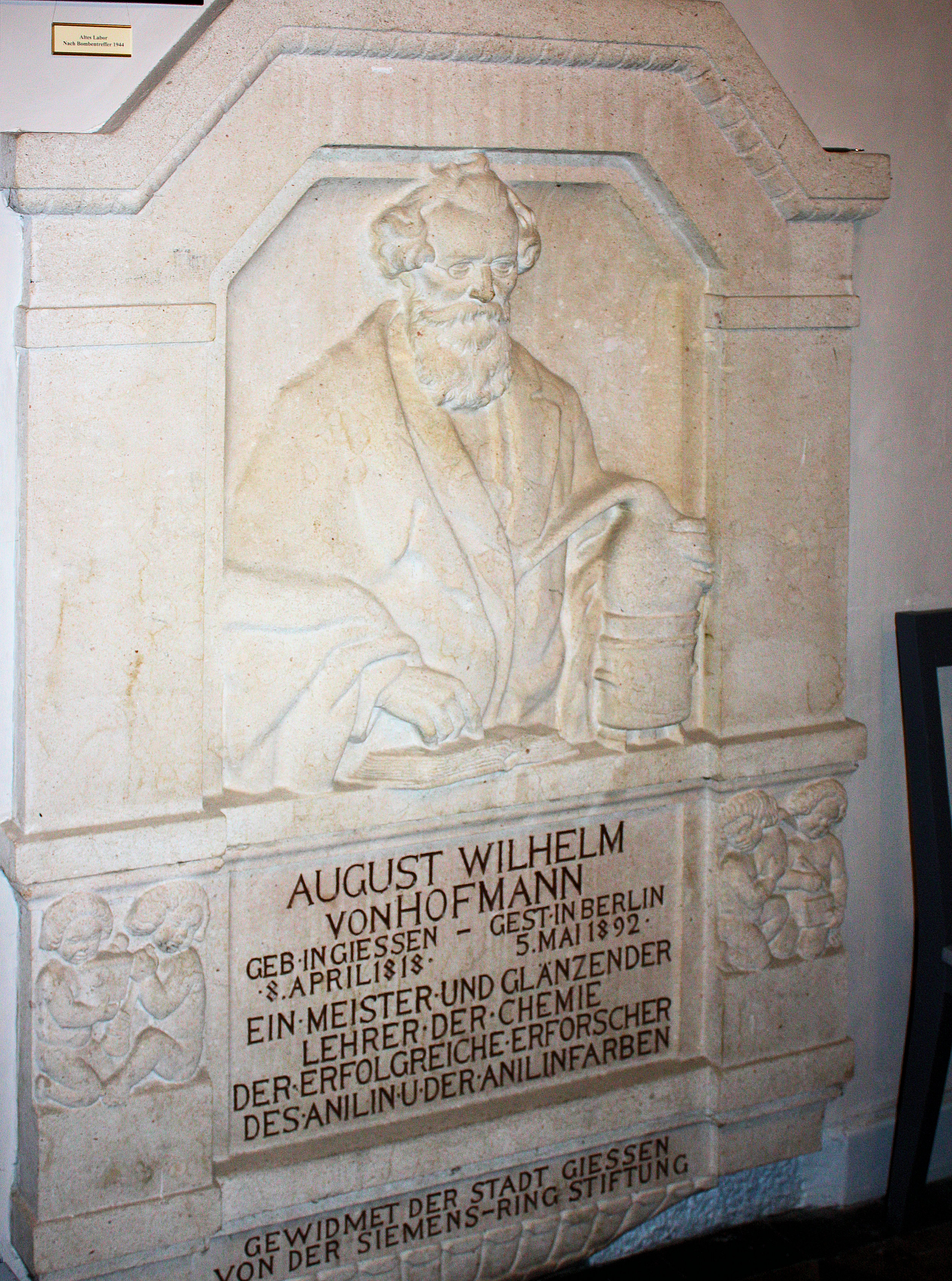
Duplikat des Gedenktafels für August Wilhelm von Hofmann, gestiftet von der Siemens-Ring Stiftung (* 1916) und am 8. Juli 1918 an dessen Geburtshaus in Gießen enthüllt, rekonstruiert durch Stiftung Werner-von-Siemens-Ring.

Von der Royal Society wurde er 1854 mit der Royal Medal, 1875 mit der Copley Medal ausgezeichnet. 1859 wurde er in die Académie des sciences und 1862 in die American Philosophical Society gewählt, 1877 in die American Academy of Arts and Sciences, 1884 in die Académie royale des Sciences, des Lettres et des Beaux-Arts de Belgique und 1887 in die National Academy of Sciences. Seit 1883 war von Hofmann Mitglied des Pour le mérite für Wissenschaft und Künste.
Im Jahr 1900 wurde ihm zu Ehren nach Plänen von Otto March das Hofmann-Haus (Sigismundstraße 4 in Berlin) errichtet.
und wurde der Sitz der Deutschen Chemischen Gesellschaft bis 1945. Zur Finanzierung war 1898 eine „Hofmannhaus-Gesellschaft mbH“ mit 600.000 Mk Grundkapital (aus Industriespenden) gegründet worden.
Die Gesellschaft Deutscher Chemiker vergibt „an Chemikerinnen und Chemiker ... , die sich um die Chemie besondere Verdienste erworben haben“ die August-Wilhelm-von-Hofmann-Denkmünze.
In seiner Geburtsstadt Gießen steht eine Gedenktafel.